# Gary Stempel
Gary Stempel (Londra, 15 dicembre 1957) è un allenatore di calcio inglese con cittadinanza panamense, ct ad interim della Nazionale panamense.

## Carriera
Comincia la propria carriera allenando per dieci anni (dal 1996 al 2006) il San Francisco. Nel 2007 viene ingaggiato dall'Aguila. Il 14 luglio 2008 viene nominato commissario tecnico della nazionale panamense. Mantiene l'incarico fino al luglio del 2009. Il 13 ottobre 2009 viene chiamato ad allenare il San Francisco, che allena fino alla fine del 2010. Nel gennaio del 2011 viene infatti nominato allenatore della Nazionale Under-17 guatemalteca. Il 30 ottobre 2012 firma un contratto con il San Francisco, che allena fino al giugno del 2016. Il 25 gennaio 2017 diventa vice allenatore della Nazionale Under-20 nevisiana. Mantiene l'incarico fino al 17 febbraio 2017.

## Palmarès

### Allenatore

#### Competizioni nazionali
- Campionato panamense di calcio: 6

San Francisco: 2005 (C), 2006 (A), 2007 (C), 2008 (A), 2011 (C), 2014 (A)